# Collegio elettorale di Torino Dora Oltre Stura Collina
Il collegio di Torino Dora Oltre Stura Collina fu un collegio elettorale uninominale della Repubblica Italiana appartenente alla Circoscrizione Piemonte; fu utilizzato per eleggere un senatore della Repubblica dalla I alla XI legislatura.

## Storia
Il collegio venne creato nel 1948 secondo la legge n. 29 del 6 febbraio 1948 la quale, pur basandosi sull'impianto proporzionale in vigore per la Camera, rispetto a quest'ultima conteneva alcuni piccoli correttivi in senso maggioritario. Tale legge ebbe il suo definitivo perfezionamento col Testo Unico nº361 del 1957. Differentemente dalla Camera, la legge elettorale del Senato si articolava su base regionale, seguendo il dettato costituzionale (art.57). Ogni Regione era suddivisa in tanti collegi uninominali quanti erano i seggi ad essa assegnati. All'interno di ciascun collegio, veniva eletto il candidato che avesse raggiunto il quorum del 65% delle preferenze: tale soglia, oggettivamente di difficilissimo conseguimento, tradiva l'impianto proporzionale su cui era concepito anche il sistema elettorale della Camera Alta. Qualora, come normalmente avveniva, nessun candidato avesse conseguito l'elezione, i voti di tutti i candidati venivano raggruppati in liste di partito a livello regionale, dove i seggi venivano allocati utilizzando il metodo D'Hondt delle maggiori medie statistiche e quindi, all'interno di ciascuna lista, venivano dichiarati eletti i candidati con le migliori percentuali di preferenza.
Nel 1993, con la cosiddetta Legge Mattarella (Legge n. 276, Norme per l'elezione del Senato della Repubblica), attuata in seguito al referendum abrogativo del 1993, venne istituito per la Camera dei deputati e per il Senato della Repubblica un sistema di elezione misto, in parte maggioritario e in parte proporzionale. Il 75% dei parlamentari dell'assemblea veniva eletto in collegi uninominali tramite sistema maggioritario a turno unico; il restante 25% al Senato veniva eletto tramite recupero proporzionale dei più votati non eletti attraverso un meccanismo di calcolo denominato "scorporo", cioè sottraendo dal conteggio dei voti totali di una lista nella parte proporzionale i voti ottenuti dai candidati collegati alla medesima lista che erano eletti nei collegi uninominali con il sistema maggioritario.
Il collegio di Torino Dora Oltre Stura Collina venne pertanto abolito nel 1993.

## Territorio
Il collegio di Torino Dora Oltre Stura Collina era uno dei 17 collegi uninominali in cui era suddiviso il Piemonte; comprendeva parte del comune di Torino.

## Dati elettorali

### I legislatura
|                                                                                | Ottavio Pastore ✔️ Eletto | Fronte Democratico Popolare | 62 113  | 46,95 |  |  |  |  |  |
|                                                                                | Gioacchino Quarello       | Democrazia Cristiana        | 48 136  | 36,39 |  |  |  |  |  |
|                                                                                | Luigi Bruzzone            | Unità Socialista            | 18 459  | 13,95 |  |  |  |  |  |
|                                                                                | Cristofero Fiasconaro     | Blocco Nazionale            | 3 587   | 2,71  |  |  |  |  |  |
| Totale                                                                         | Totale                    | Totale                      | 132 295 | 100   |  |  |  |  |  |
|                                                                                |                           |                             |         |       |  |  |  |  |  |
| Voti non validi                                                                | Voti non validi           | Voti non validi             | 4 731   | 3,45  |  |  |  |  |  |
| Votanti                                                                        | Votanti                   | Votanti                     | 137 026 | 91,68 |  |  |  |  |  |
| Elettori                                                                       | Elettori                  | Elettori                    | 149 463 |       |  |  |  |  |  |
|                                                                                |                           |                             |         |       |  |  |  |  |  |
| Nota: quorum del 65% non raggiunto; ripartizione dei seggi a livello regionale |                           |                             |         |       |  |  |  |  |  |
| Data: 18 aprile 1948                                                           |                           |                             |         |       |  |  |  |  |  |
| Fonte: Ministero dell'interno                                                  |                           |                             |         |       |  |  |  |  |  |

### II legislatura
|                                                                                | Celeste Negarville ✔️ Eletto | Partito Comunista Italiano              | 51 798  | 35,84 |  |  |  |  |  |
|                                                                                | Gioacchino Quarello          | Democrazia Cristiana                    | 45 522  | 31,50 |  |  |  |  |  |
|                                                                                | Carlo Capellaro              | Partito Socialista Italiano             | 18 002  | 12,46 |  |  |  |  |  |
|                                                                                | Armando Sessi                | Partito Socialista Democratico Italiano | 11 605  | 8,03  |  |  |  |  |  |
|                                                                                | Enrico Demarchi              | Partito Liberale Italiano               | 8 308   | 5,75  |  |  |  |  |  |
|                                                                                | Ezio Gray                    | Movimento Sociale Italiano              | 5 432   | 3,76  |  |  |  |  |  |
|                                                                                | Arturo Ferraris              | Unità Popolare                          | 2 459   | 1,70  |  |  |  |  |  |
|                                                                                | Mario Berutti                | Alleanza Democratica Nazionale          | 1 404   | 0,97  |  |  |  |  |  |
| Totale                                                                         | Totale                       | Totale                                  | 144 530 | 100   |  |  |  |  |  |
|                                                                                |                              |                                         |         |       |  |  |  |  |  |
| Voti non validi                                                                | Voti non validi              | Voti non validi                         | 6 329   | 4,20  |  |  |  |  |  |
| Votanti                                                                        | Votanti                      | Votanti                                 | 150 859 | 95,38 |  |  |  |  |  |
| Elettori                                                                       | Elettori                     | Elettori                                | 158 162 |       |  |  |  |  |  |
|                                                                                |                              |                                         |         |       |  |  |  |  |  |
| Nota: quorum del 65% non raggiunto; ripartizione dei seggi a livello regionale |                              |                                         |         |       |  |  |  |  |  |
| Data: 7 giugno 1953                                                            |                              |                                         |         |       |  |  |  |  |  |
| Fonte: Ministero dell'interno                                                  |                              |                                         |         |       |  |  |  |  |  |

### III legislatura
|                                                                                | Valdo Fusi               | Democrazia Cristiana                       | 55 034  | 31,21 |  |  |  |  |  |
|                                                                                | Antonio Roasio ✔️ Eletto | Partito Comunista Italiano                 | 51 123  | 28,99 |  |  |  |  |  |
|                                                                                | Annibale Carli           | Partito Socialista Italiano                | 26 684  | 15,13 |  |  |  |  |  |
|                                                                                | Armando Sessi            | Partito Socialista Democratico Italiano    | 15 051  | 8,54  |  |  |  |  |  |
|                                                                                | Adriano Olivetti         | Movimento Comunità                         | 8 831   | 5,01  |  |  |  |  |  |
|                                                                                | Mario Altamura           | Partito Nazionale Monarchico               | 6 782   | 3,85  |  |  |  |  |  |
|                                                                                | Vittorio Piccioni        | Partito Liberale Italiano                  | 6 766   | 3,84  |  |  |  |  |  |
|                                                                                | Achille Baricco          | Movimento Autonomista Regionale Piemontese | 4 278   | 2,43  |  |  |  |  |  |
|                                                                                | Gaetano Zini Lamberti    | PRI - PR                                   | 1 786   | 1,01  |  |  |  |  |  |
| Totale                                                                         | Totale                   | Totale                                     | 176 335 | 100   |  |  |  |  |  |
|                                                                                |                          |                                            |         |       |  |  |  |  |  |
| Voti non validi                                                                | Voti non validi          | Voti non validi                            | 8 827   | 4,77  |  |  |  |  |  |
| Votanti                                                                        | Votanti                  | Votanti                                    | 185 162 | 96,70 |  |  |  |  |  |
| Elettori                                                                       | Elettori                 | Elettori                                   | 191 489 |       |  |  |  |  |  |
|                                                                                |                          |                                            |         |       |  |  |  |  |  |
| Nota: quorum del 65% non raggiunto; ripartizione dei seggi a livello regionale |                          |                                            |         |       |  |  |  |  |  |
| Data: 25 maggio 1958                                                           |                          |                                            |         |       |  |  |  |  |  |
| Fonte: Ministero dell'interno                                                  |                          |                                            |         |       |  |  |  |  |  |

### IV legislatura
|                                                                                | Antonio Roasio ✔️ Eletto | Partito Comunista Italiano              | 72 364  | 34,11 |  |  |  |  |  |
|                                                                                | M. Tettamanzi            | Democrazia Cristiana                    | 56 254  | 26,52 |  |  |  |  |  |
|                                                                                | Annibale Carli           | Partito Socialista Italiano             | 31 446  | 14,82 |  |  |  |  |  |
|                                                                                | G. Galletti              | Partito Liberale Italiano               | 22 641  | 10,67 |  |  |  |  |  |
|                                                                                | U. Negro                 | Partito Socialista Democratico Italiano | 21 864  | 10,31 |  |  |  |  |  |
|                                                                                | C. Majorino              | MSI - PDIUM                             | 7 561   | 3,56  |  |  |  |  |  |
| Totale                                                                         | Totale                   | Totale                                  | 212 130 | 100   |  |  |  |  |  |
|                                                                                |                          |                                         |         |       |  |  |  |  |  |
| Voti non validi                                                                | Voti non validi          | Voti non validi                         | 12 270  | 5,47  |  |  |  |  |  |
| Votanti                                                                        | Votanti                  | Votanti                                 | 224 400 | 96,54 |  |  |  |  |  |
| Elettori                                                                       | Elettori                 | Elettori                                | 232 450 |       |  |  |  |  |  |
|                                                                                |                          |                                         |         |       |  |  |  |  |  |
| Nota: quorum del 65% non raggiunto; ripartizione dei seggi a livello regionale |                          |                                         |         |       |  |  |  |  |  |
| Data: 28 aprile 1963                                                           |                          |                                         |         |       |  |  |  |  |  |
| Fonte: Ministero dell'interno                                                  |                          |                                         |         |       |  |  |  |  |  |

### V legislatura
|                                                                                | Andrea Filippa ✔️ Eletto | PCI - PSIUP                   | 88 278  | 39,85 |  |  |  |  |  |
|                                                                                | E. Lama                  | Democrazia Cristiana          | 61 191  | 27,62 |  |  |  |  |  |
|                                                                                | Annibale Carli           | PSI-PSDI Unificati            | 38 528  | 17,39 |  |  |  |  |  |
|                                                                                | E. Toschi                | Partito Liberale Italiano     | 25 065  | 11,31 |  |  |  |  |  |
|                                                                                | B. Cavoretto             | Socialdemocrazia              | 5 403   | 2,44  |  |  |  |  |  |
|                                                                                | V. Toselli               | Partito Repubblicano Italiano | 3 075   | 1,39  |  |  |  |  |  |
| Totale                                                                         | Totale                   | Totale                        | 221 540 | 100   |  |  |  |  |  |
|                                                                                |                          |                               |         |       |  |  |  |  |  |
| Voti non validi                                                                | Voti non validi          | Voti non validi               | 14 811  | 6,27  |  |  |  |  |  |
| Votanti                                                                        | Votanti                  | Votanti                       | 236 351 | 95,78 |  |  |  |  |  |
| Elettori                                                                       | Elettori                 | Elettori                      | 246 758 |       |  |  |  |  |  |
|                                                                                |                          |                               |         |       |  |  |  |  |  |
| Nota: quorum del 65% non raggiunto; ripartizione dei seggi a livello regionale |                          |                               |         |       |  |  |  |  |  |
| Data: 19 maggio 1968                                                           |                          |                               |         |       |  |  |  |  |  |
| Fonte: Ministero dell'interno                                                  |                          |                               |         |       |  |  |  |  |  |

### VI legislatura
|                                                                                | Ugo Pecchioli ✔️ Eletto | PCI - PSIUP                             | 89 078  | 37,73 |  |  |  |  |  |
|                                                                                | Carlo Donat-Cattin      | Democrazia Cristiana                    | 64 711  | 27,41 |  |  |  |  |  |
|                                                                                | Annibale Carli          | Partito Socialista Italiano             | 23 047  | 9,76  |  |  |  |  |  |
|                                                                                | M. Altamura             | Partito Liberale Italiano               | 19 916  | 8,44  |  |  |  |  |  |
|                                                                                | M. V. Mezza             | Partito Socialista Democratico Italiano | 17 345  | 7,35  |  |  |  |  |  |
|                                                                                | E. Toschi               | Movimento Sociale Italiano              | 14 052  | 5,95  |  |  |  |  |  |
|                                                                                | F. Mollo                | Partito Repubblicano Italiano           | 7 940   | 3,36  |  |  |  |  |  |
| Totale                                                                         | Totale                  | Totale                                  | 236 089 | 100   |  |  |  |  |  |
|                                                                                |                         |                                         |         |       |  |  |  |  |  |
| Voti non validi                                                                | Voti non validi         | Voti non validi                         | 12 784  | 5,14  |  |  |  |  |  |
| Votanti                                                                        | Votanti                 | Votanti                                 | 248 873 | 96,21 |  |  |  |  |  |
| Elettori                                                                       | Elettori                | Elettori                                | 258 688 |       |  |  |  |  |  |
|                                                                                |                         |                                         |         |       |  |  |  |  |  |
| Nota: quorum del 65% non raggiunto; ripartizione dei seggi a livello regionale |                         |                                         |         |       |  |  |  |  |  |
| Data: 7 maggio 1972                                                            |                         |                                         |         |       |  |  |  |  |  |
| Fonte: Ministero dell'interno                                                  |                         |                                         |         |       |  |  |  |  |  |

### VII legislatura
|                                                                                | Ugo Pecchioli ✔️ Eletto | Partito Comunista Italiano              | 109 977 | 46,34 |  |  |  |  |  |
|                                                                                | Maurizio Puddu          | Democrazia Cristiana                    | 64 776  | 27,29 |  |  |  |  |  |
|                                                                                | Pietro Luigi Capusotto  | Partito Socialista Italiano             | 22 689  | 9,56  |  |  |  |  |  |
|                                                                                | Gaetano Majorino        | Movimento Sociale Italiano              | 10 775  | 4,54  |  |  |  |  |  |
|                                                                                | Roberto Olivetti        | Partito Repubblicano Italiano           | 10 291  | 4,34  |  |  |  |  |  |
|                                                                                | Rodolfo Caponnetto      | Partito Socialista Democratico Italiano | 8 973   | 3,78  |  |  |  |  |  |
|                                                                                | Marco Enrico            | Partito Liberale Italiano               | 6 077   | 2,56  |  |  |  |  |  |
|                                                                                | Gianteresio Vattimo     | Partito Radicale                        | 3 767   | 1,59  |  |  |  |  |  |
| Totale                                                                         | Totale                  | Totale                                  | 237 325 | 100   |  |  |  |  |  |
|                                                                                |                         |                                         |         |       |  |  |  |  |  |
| Voti non validi                                                                | Voti non validi         | Voti non validi                         | 7 952   | 3,24  |  |  |  |  |  |
| Votanti                                                                        | Votanti                 | Votanti                                 | 245 277 | 94,72 |  |  |  |  |  |
| Elettori                                                                       | Elettori                | Elettori                                | 258 942 |       |  |  |  |  |  |
|                                                                                |                         |                                         |         |       |  |  |  |  |  |
| Nota: quorum del 65% non raggiunto; ripartizione dei seggi a livello regionale |                         |                                         |         |       |  |  |  |  |  |
| Data: 20 giugno 1976                                                           |                         |                                         |         |       |  |  |  |  |  |
| Fonte: Ministero dell'interno                                                  |                         |                                         |         |       |  |  |  |  |  |

### VIII legislatura
|                                                                                | Ugo Pecchioli ✔️ Eletto             | Partito Comunista Italiano                   | 96 606  | 42,18 |  |  |  |  |  |
|                                                                                | V. Lucci                            | Democrazia Cristiana                         | 60 168  | 26,27 |  |  |  |  |  |
|                                                                                | Carlo Mussa Ivaldi Vercelli         | Partito Socialista Italiano                  | 22 805  | 9,96  |  |  |  |  |  |
|                                                                                | Luigi Firpo                         | Partito Repubblicano Italiano                | 10 732  | 4,69  |  |  |  |  |  |
|                                                                                | Francesco Amendola                  | Partito Socialista Democratico Italiano      | 10 348  | 4,52  |  |  |  |  |  |
|                                                                                | Ludovico Boetti Villanis Audifreddi | Movimento Sociale Italiano                   | 9 773   | 4,27  |  |  |  |  |  |
|                                                                                | G. Ambrosini                        | Partito Radicale - Nuova Sinistra Unita      | 9 141   | 3,99  |  |  |  |  |  |
|                                                                                | G. Dondona                          | Partito Liberale Italiano                    | 8 301   | 3,62  |  |  |  |  |  |
|                                                                                | G. Scolari                          | Costituente di Destra - Democrazia Nazionale | 1 172   | 0,51  |  |  |  |  |  |
| Totale                                                                         | Totale                              | Totale                                       | 229 046 | 100   |  |  |  |  |  |
|                                                                                |                                     |                                              |         |       |  |  |  |  |  |
| Voti non validi                                                                | Voti non validi                     | Voti non validi                              | 11 171  | 4,65  |  |  |  |  |  |
| Votanti                                                                        | Votanti                             | Votanti                                      | 240 217 | 93,32 |  |  |  |  |  |
| Elettori                                                                       | Elettori                            | Elettori                                     | 257 419 |       |  |  |  |  |  |
|                                                                                |                                     |                                              |         |       |  |  |  |  |  |
| Nota: quorum del 65% non raggiunto; ripartizione dei seggi a livello regionale |                                     |                                              |         |       |  |  |  |  |  |
| Data: 3 giugno 1979                                                            |                                     |                                              |         |       |  |  |  |  |  |
| Fonte: Ministero dell'interno                                                  |                                     |                                              |         |       |  |  |  |  |  |

### IX legislatura
|                                                                                | Ugo Pecchioli ✔️ Eletto             | Partito Comunista Italiano              | 88 455  | 41,86 |  |  |  |  |  |
|                                                                                | Giovanni Zanetti                    | Democrazia Cristiana                    | 42 165  | 19,96 |  |  |  |  |  |
|                                                                                | Mario Soldati                       | Partito Socialista Italiano             | 19 342  | 9,15  |  |  |  |  |  |
|                                                                                | Susanna Agnelli                     | Partito Repubblicano Italiano           | 19 087  | 9,03  |  |  |  |  |  |
|                                                                                | Ludovico Boetti Villanis Audifreddi | Movimento Sociale Italiano              | 12 786  | 6,05  |  |  |  |  |  |
|                                                                                | Camillo Rosso                       | Partito Liberale Italiano               | 10 549  | 4,99  |  |  |  |  |  |
|                                                                                | Franco Roccella                     | Partito Radicale                        | 7 166   | 3,39  |  |  |  |  |  |
|                                                                                | Francesco Amendola                  | Partito Socialista Democratico Italiano | 6 921   | 3,28  |  |  |  |  |  |
|                                                                                | Giuseppe Geymonat                   | Democrazia Proletaria                   | 3 811   | 1,80  |  |  |  |  |  |
|                                                                                | Giovanni Magnani                    | Lista per Trieste                       | 1 011   | 0,48  |  |  |  |  |  |
| Totale                                                                         | Totale                              | Totale                                  | 211 293 | 100   |  |  |  |  |  |
|                                                                                |                                     |                                         |         |       |  |  |  |  |  |
| Voti non validi                                                                | Voti non validi                     | Voti non validi                         | 16 078  | 7,07  |  |  |  |  |  |
| Votanti                                                                        | Votanti                             | Votanti                                 | 227 371 | 89,90 |  |  |  |  |  |
| Elettori                                                                       | Elettori                            | Elettori                                | 252 915 |       |  |  |  |  |  |
|                                                                                |                                     |                                         |         |       |  |  |  |  |  |
| Nota: quorum del 65% non raggiunto; ripartizione dei seggi a livello regionale |                                     |                                         |         |       |  |  |  |  |  |
| Data: 26 giugno 1983                                                           |                                     |                                         |         |       |  |  |  |  |  |
| Fonte: Ministero dell'interno                                                  |                                     |                                         |         |       |  |  |  |  |  |

### X legislatura
|                                                                                | Ugo Pecchioli ✔️ Eletto | Partito Comunista Italiano              | 75 180  | 36,25 |  |  |  |  |  |
|                                                                                | M. P. Tripoli           | Democrazia Cristiana                    | 44 893  | 21,65 |  |  |  |  |  |
|                                                                                | L. Matteotti            | Partito Socialista Italiano             | 23 215  | 11,19 |  |  |  |  |  |
|                                                                                | Lucio Firpo             | Partito Repubblicano Italiano           | 12 056  | 5,81  |  |  |  |  |  |
|                                                                                | Marco Pannella          | Partito Radicale                        | 11 597  | 5,59  |  |  |  |  |  |
|                                                                                | Ugo Martinat            | Movimento Sociale Italiano              | 11 447  | 5,52  |  |  |  |  |  |
|                                                                                | O. Gentile              | Partito Liberale Italiano               | 6 126   | 2,95  |  |  |  |  |  |
|                                                                                | C. Martarino            | Lista Verde                             | 2 358   | 1,14  |  |  |  |  |  |
|                                                                                | M. Carmagnola           | Partito Socialista Democratico Italiano | 4 680   | 2,26  |  |  |  |  |  |
|                                                                                | Gipo Farassino          | Piemont Autonomia Regionale             | 4 622   | 2,23  |  |  |  |  |  |
|                                                                                | G. Pandolfo             | Democrazia Proletaria                   | 4 168   | 2,01  |  |  |  |  |  |
|                                                                                | G. Airola               | Piemont                                 | 2 935   | 1,42  |  |  |  |  |  |
|                                                                                | A. Facchinetti          | Liga Veneta - Pensionati Uniti          | 2 236   | 1,08  |  |  |  |  |  |
|                                                                                | G. Negro                | Movimento di Liberazione Fiscale        | 1 547   | 0,75  |  |  |  |  |  |
|                                                                                | C. Crosta               | Alleanza Popolare Pensionati            | 314     | 0,15  |  |  |  |  |  |
| Totale                                                                         | Totale                  | Totale                                  | 207 374 | 100   |  |  |  |  |  |
|                                                                                |                         |                                         |         |       |  |  |  |  |  |
| Voti non validi                                                                | Voti non validi         | Voti non validi                         | 15 035  | 6,76  |  |  |  |  |  |
| Votanti                                                                        | Votanti                 | Votanti                                 | 222 409 | 90,05 |  |  |  |  |  |
| Elettori                                                                       | Elettori                | Elettori                                | 246 975 |       |  |  |  |  |  |
|                                                                                |                         |                                         |         |       |  |  |  |  |  |
| Nota: quorum del 65% non raggiunto; ripartizione dei seggi a livello regionale |                         |                                         |         |       |  |  |  |  |  |
| Data: 14 giugno 1987                                                           |                         |                                         |         |       |  |  |  |  |  |
| Fonte: Ministero dell'interno                                                  |                         |                                         |         |       |  |  |  |  |  |

### XI legislatura
|                                                                                | Ugo Pecchioli ✔️ Eletto   | Partito Democratico della Sinistra      | 40 388  | 19,47 |  |  |  |  |  |
|                                                                                | Anselmo Zanalda           | Democrazia Cristiana                    | 34 299  | 16,54 |  |  |  |  |  |
|                                                                                | Gian Luigi Bonino         | Partito Socialista Italiano             | 24 408  | 11,77 |  |  |  |  |  |
|                                                                                | Lucio Libertini ✔️ Eletto | Partito della Rifondazione Comunista    | 22 216  | 10,71 |  |  |  |  |  |
|                                                                                | Pietro Molino             | Lega Nord                               | 22 210  | 10,71 |  |  |  |  |  |
|                                                                                | Giuseppe Lodi             | Partito Repubblicano Italiano           | 15 246  | 7,35  |  |  |  |  |  |
|                                                                                | Antonio Masaracchio       | Movimento Sociale Italiano              | 13 491  | 6,50  |  |  |  |  |  |
|                                                                                | Laura Cima                | Federazione dei Verdi                   | 7 894   | 3,81  |  |  |  |  |  |
|                                                                                | Nicole Vacca Orrù         | Partito Liberale Italiano               | 6 486   | 3,13  |  |  |  |  |  |
|                                                                                | Carlo Maffeo              | Partito Pensionati                      | 4 476   | 2,16  |  |  |  |  |  |
|                                                                                | Elisa Giua                | Sì Referendum                           | 3 824   | 1,84  |  |  |  |  |  |
|                                                                                | Gianpaolo Sabbatini       | Lega Alpina Piemont                     | 3 725   | 1,80  |  |  |  |  |  |
|                                                                                | Gian Luigi Marianini      | Verdi Verdi                             | 3 564   | 1,72  |  |  |  |  |  |
|                                                                                | Carmelo Battaglia         | Partito Socialista Democratico Italiano | 2 721   | 1,31  |  |  |  |  |  |
|                                                                                | Romana Rindi              | La Lega Casalinghe-Pensionati           | 1 815   | 0,88  |  |  |  |  |  |
|                                                                                | Antonio Ricco             | Federalismo - Pensionati Uomini Vivi    | 650     | 0,31  |  |  |  |  |  |
| Totale                                                                         | Totale                    | Totale                                  | 207 413 | 100   |  |  |  |  |  |
|                                                                                |                           |                                         |         |       |  |  |  |  |  |
| Voti non validi                                                                | Voti non validi           | Voti non validi                         | 13 124  | 5,95  |  |  |  |  |  |
| Votanti                                                                        | Votanti                   | Votanti                                 | 220 537 | 89,20 |  |  |  |  |  |
| Elettori                                                                       | Elettori                  | Elettori                                | 247 227 |       |  |  |  |  |  |
|                                                                                |                           |                                         |         |       |  |  |  |  |  |
| Nota: quorum del 65% non raggiunto; ripartizione dei seggi a livello regionale |                           |                                         |         |       |  |  |  |  |  |
| Data: 5 aprile 1992                                                            |                           |                                         |         |       |  |  |  |  |  |
| Fonte: Ministero dell'interno                                                  |                           |                                         |         |       |  |  |  |  |  |